# الإيدز في إندونيسيا
الإيدز في إندونيسيا قال برنامج الأمم المتحدة المشترك المعني بفيروس نقص المناعة البشرية ومتلازمة نقص المناعة المكتسب (الإيدز) أن فيروس نقص المناعة البشرية الإيدز في إندونيسيا هو أحد أسرع الأوبئة نمواً في آسيا. في عام 2010 من المتوقع أن يصاب 5 ملايين إندونيسي بفيروس نقص المناعة البشرية الإيدز. في عام 2007 احتلت إندونيسيا المرتبة 99 في العالم من حيث معدل الانتشار، ولكن بسبب قلة الفهم لأعراض المرض والوصمة الاجتماعية العالية المرتبطة به، يتم تشخيص وعلاج فقط 5-10 ٪ من المصابين بفيروس نقص المناعة البشرية الإيدز.

## التاريخ
تم الإبلاغ عن أول حالة إصابة بفيروس نقص المناعة البشرية في إندونيسيا في عام 1987، ومن ذلك الحين وحتى عام 2009 توفي 3.992 شخصًا بسبب هذا المرض. من بين 11.856 حالة تم الإبلاغ عنها في عام 2008 كان هناك 6.962 منهم أقل من 30 عامًا، بما في ذلك 55 رضيعًا تقل أعمارهم عن عام واحد. كان هناك عدد كبير من الحالات المركزة في إندونيسيا الأكثر عرضة للخطر، بما في ذلك متعاطي المخدرات بالحقن، والعاملين في مجال الجنس شركائهم وعملائهم، والرجال المثليين والرضع الذين يصابون بالمرض من خلال الرحم أو من الرضاعة الطبيعية.
على مدى العقدين الماضيين نما انتشار فيروس نقص المناعة البشرية الإيدز إلى وباء عام في إندونيسيا. كان من المتوقع أن يصل عدد الوفيات المرتبطة بالإيدز بين الأشخاص الذين تزيد أعمارهم عن 15 عامًا إلى 40.000 شخص سنويًا في عام 2015. كما قدّر برنامج الأمم المتحدة المشترك المعني بفيروس نقص المناعة البشرية الإيدز أن هناك 110.000 يتيم بسبب الإيدز تتراوح أعمارهم بين 0 و17 عام 2015.
وفقًا لبيانات عام 2016 الصادرة عن وزارة الصحة في جمهورية إندونيسيا، يُعزى ممارسة الجنس من جنسين إلى 47 ٪ من الإصابات الجديدة بفيروس نقص المناعة البشرية، ويمثل الرجال الذين يمارسون الجنس مع الرجال 25 ٪ ويمثل الفوج «أقل من 4 سنوات» 2 ٪. عندما يتم الجمع بين هؤلاء الثلاثة، فإنه يساوي ما يقرب من 75 ٪ من جميع الإصابات الجديدة بالفيروس.
تاريخيًا كانت أعلى مناطق التركيز هي بابوا وجاكرتا وجاوة الشرقية وغاوة الغربية وبالي ورياو. جزيرة جاوة التي تضم العاصمة جاكرتا هي الآن موطن لأعلى تركيز لحالات الإصابة بفيروس نقص المناعة البشرية في إندونيسيا. من بين 34 مقاطعة منتشرة عبر الأراضي الشاسعة لإندونيسيا تمثل مقاطعتان أكثر من الربع (28٪) من إجمالي عدد المصابين بفيروس نقص المناعة البشرية على المستوى الوطني هما جاكرتا وبابوا.
كان هناك وباء معمم بالفعل في مقاطعتي بابوا وبابوا الغربية، حيث وجدت دراسة استقصائية على أساس السكان أن معدل انتشار البالغين بلغ 2.4 ٪ في عام 2006. عند إجراء المسح كان 48 ٪ من سكان بابوا غير مدركين لفيروس نقص المناعة البشرية الإيدز، وكان عدد حالات الإيدز لكل 100.000 شخص في المحافظتين حوالي 20 ضعف المعدل الوطني. ترتفع نسبة الأشخاص الذين أبلغوا عن عدم معرفتهم بفيروس نقص المناعة البشري الإيدز إلى 74 ٪ بين السكان غير المتعلمين في المنطقة.
يعد الوباء في إندونيسيا واحدًا من أسرع حالات الإصابة بفيروس نقص المناعة البشرية الإيدز في آسيا. في عام 2006 اعتُبر أن تعاطي المخدرات عن طريق الحقن هو الوسيلة الأساسية لانتقال العدوى وليس الجنس الآخر. وشكل متعاطي المخدرات بالحقن 59 ٪ من حالات الإصابة بفيروس نقص المناعة البشرية، وبلغت نسبة انتقال الجنس الآخر 41 ٪. وفقًا لوزارة الصحة الإندونيسية، أفادت الدراسات الاستقصائية أن أكثر من 40٪ من متعاطي المخدرات بالحقن في جاكرتا أثبتت إصابتهم بفيروس نقص المناعة البشري، وحوالي 13٪ تم اختبارهم في جاوا الغربية. في عام 2005 قال 25 ٪ من متعاطي المخدرات بالحقن في باندونغ وجاكرتا وميدان إنهم مارسوا الجنس بدون أجر في الأشهر الـ 12 الماضية.
تتضح سرعة النمو في الإصابات بفيروس نقص المناعة البشرية في إندونيسيا من البيانات المقدمة في «وثائق تحديث النمذجة الأولية لوزارة الصحة الإندونيسية التي تم الاضطلاع بها لتوفير المدخلات في تحليل حالة الاستثمار وخطة العمل والاستراتيجية الوطنية لفيروس نقص المناعة البشرية للفترة 2015-2019». هذا يدل على أن هناك ما يقدر بنحو 697.000 شخص مصاب بفيروس نقص المناعة البشرية في إندونيسيا في عام 2016. من المتوقع أن يرتفع هذا بنسبة 11.6 ٪ إلى ما يقرب من 778.000 في عام 2019. هذه الزيادة أعلى بكثير من معدل النمو السكاني الطبيعي المتوقع البالغ 3.6 ٪ خلال نفس الفترة.
يسلط هذا النموذج الضوء أيضًا على أن أكبر عدد من السكان عند قياسه بالعدوى الجديدة المتوقعة، وعدد المصابين بفيروس نقص المناعة البشرية، هم من النساء الأقل عرضة للخطر. يفوق عدد الرجال المصابين بفيروس نقص المناعة البشرية الذين تزيد أعمارهم عن 15 عامًا (420.000) عدد النساء في نفس الفئة العمرية (247.000) بنسبة تقارب 2 إلى 1 وفقًا لـ خطة الرئيس الطارئة للإغاثة من الإيدز.
وفقًا للجنة الوطنية للإيدز في إندونيسيا، لا يزال العدد السنوي لمبادري المعالجة المضادة للفيروس القهقري الجديد أقل من العدد السنوي المقدر للإصابات الجديدة بفيروس العوز المناعي البشري، كما أن معدلات الاحتفاظ بالمعالجة غير الكافية تحد من تأثير الموارد التي تنفق على علاج فيروس نقص المناعة والوقاية منه. تعتبر الاستراتيجيات المستخدمة لاحتواء فيروس نقص المناعة البشرية في إندونيسيا مناسبة إلى حد كبير بالنظر إلى مرحلة وباء فيروس نقص المناعة البشرية، لكنها لم تحقق تأثيرها الكامل بسبب عدم كفاية حجم وتنفيذ البرامج.

## الاستجابة الوطنية
أنشأت إندونيسيا لجنة وطنية لمكافحة الإيدز في عام 1994 للتركيز على منع انتشار فيروس نقص المناعة البشرية، وتلبية احتياجات الأشخاص المصابين بفيروس نقص المناعة البشرية الإيدز، وتنسيق الأنشطة الحكومية والمنظمات غير الحكومية والقطاع الخاص والأنشطة المجتمعية. أبدت حكومة إندونيسيا التزامها المستمر بمكافحة فيروس نقص المناعة البشرية الإيدز في عام 2005 عندما خصصت 13 مليون دولار لبرامج فيروس نقص المناعة البشرية، بزيادة قدرها 40 في المائة عن المبلغ الذي تم إنفاقه في عام 2004. ومع ذلك فإن الميزانية الوطنية لفيروس نقص المناعة البشرية راكدة منذ ذلك الحين. عززت اللائحة الرئاسية لعام 2006 من مكانة اللجنة باعتبارها الاستراتيجية الوطنية للإيدز للفترة 2003-2007 دور الوقاية باعتباره جوهر برنامج إندونيسيا لفيروس نقص المناعة البشرية الإيدز، مع الاعتراف بالحاجة الملحة لتوسيع نطاق خدمات العلاج والرعاية والدعم. أكدت الاستراتيجية على أهمية إجراء مراقبة مناسبة لفيروس نقص المناعة البشرية الإيدز والعدوى المنقولة جنسياً، وإجراء البحوث التشغيلية، وخلق بيئة مواتية من خلال التشريعات والدعوة وبناء القدرات وجهود مكافحة التمييز، وتعزيز الاستدامة. واستناداً إلى هذا الإطار أضافت الاستراتيجية الوطنية للإيدز للفترة 2007-2010 الأهداف ذات الأولوية المتمثلة في الوصول إلى 80 في المائة من الأشخاص الأكثر تعرضاً للخطر من خلال برامج وقائية شاملة، التأثير على 60 في المائة من السكان الأكثر تعرضًا للخطر لتغيير سلوكياتهم وتوفير العلاج المضاد للفيروسات القهقرية إلى 80 في المئة من المحتاجين.
بدأت حكومة إندونيسيا برنامجًا لدعم تكلفة العلاج المضاد للفيروسات الرجعية في عام 2004. وبحلول عام 2005 قدم البرنامج العلاج المضاد للفيروسات الرجعية منخفض التكلفة في 50 مستشفى. ومع ذلك فإن 20 في المائة فقط من المصابين بعدوى فيروس العوز المناعي البشري تلقوا العلاج المضاد للفيروسات الرجعية في عام 2006 وفقًا لبرنامج الأمم المتحدة المشترك المعني بفيروس نقص المناعة البشرية الإيدز، وبالنسبة لكل شخص يبدأ العلاج بمضادات الفيروسات القهقرية، يصاب ستة آخرون بالعدوى. لا يزال الالتزام بالعلاج يمثل تحديًا في إندونيسيا، حيث إن الأشخاص المصابين بفيروس نقص المناعة البشرية في كثير من الأحيان يتركون العلاج المضاد للفيروسات العكوسة بسبب العديد من العوامل المعقدة. المطالب الأخرى المتنافسة على الحكومة مثل التعامل مع الكوارث الطبيعية وغيرها من حالات الطوارئ الصحية مثل أنفلونزا الطيور تشكل أيضًا تحديات أمام الحفاظ على زخم الاستجابة للإيدز.
حققت الحكومات المحلية في إندونيسيا في أساليب مبتكرة لإبطاء انتشار المرض، بما في ذلك استخدام تقنية وضع العلامات للرقاقة الدقيقة لتتبع الأفراد المصابين المعروف أنهم نشطون جنسياً.

## المساعدة الدولية
تتلقى إندونيسيا المساعدة من العديد من المنظمات المانحة الدولية، بما في ذلك الصندوق العالمي لمكافحة الإيدز والسل والملاريا. وافق الصندوق العالمي على منحة الجولة الرابعة في عام 2005 لإندونيسيا لتوفير رعاية شاملة للأفراد المصابين بفيروس نقص المناعة البشرية الإيدز والمتأثرين به.
في عام 2007 تبرعت أستراليا بمبلغ 100 مليون دولار أسترالي للمساعدة في احتواء الوباء في إندونيسيا. الهدف من البرنامج هو الحد من عدد الأشخاص الذين يصابون بالمرض من خلال تثقيف الفئات المعرضة للخطر، وتحسين نوعية الحياة للأشخاص الذين يعانون، والحد من الآثار الاجتماعية والاقتصادية على إندونيسيا. تساعد أستراليا إندونيسيا على مواجهة فيروس نقص المناعة البشرية الإيدز منذ أكثر من 15 عامًا وأدخلت أول برنامج للميثادون إلى أحد السجون في آسيا، وأصبح البرنامج الآن في 95 سجنا في مختلف أنحاء إندونيسيا.
تدعم أمريكا أيضًا برنامج الإيدز الوطني في إندونيسيا، حيث تتبرع بمبلغ 8 ملايين دولار أمريكي سنويًا. يهدف البرنامج إلى زيادة الوعي بالمخاطر وطرق الوقاية وسيعمل عن كثب مع المنظمات غير الحكومية وحكومات المقاطعات لتطوير الخدمات في المناطق التي يعتبر فيها انتشار المرض الآن وباء.